# Новый Остров (Львовская область)

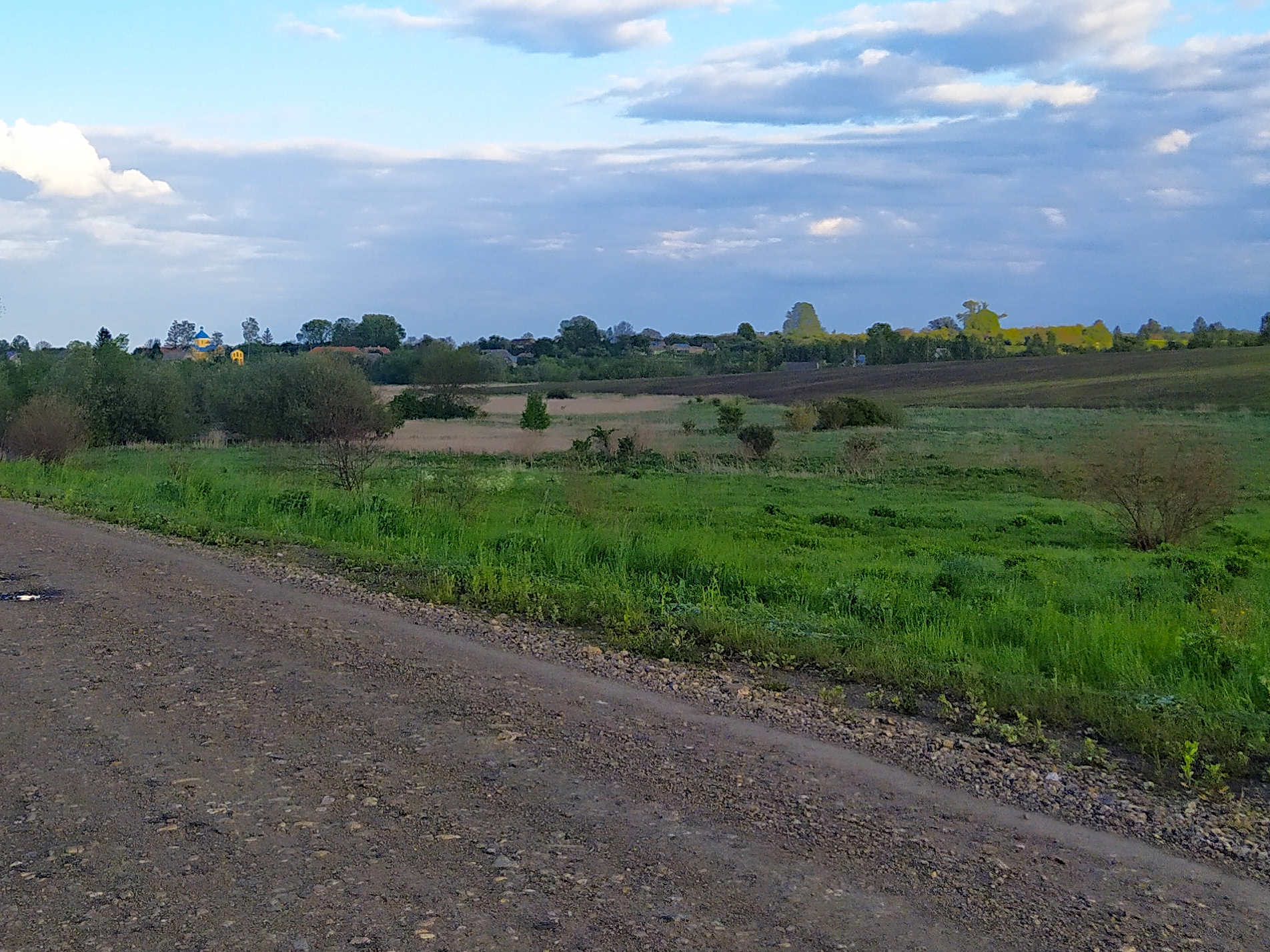

Новый Остров (укр. Новий Острів) — село в Рудковской городской общине Самборского района Львовской области Украины.
Население по переписи 2001 года составляло 158 человек. Занимает площадь 4,555 км². Почтовый индекс — 81445. Телефонный код — 3236.

## Галерея

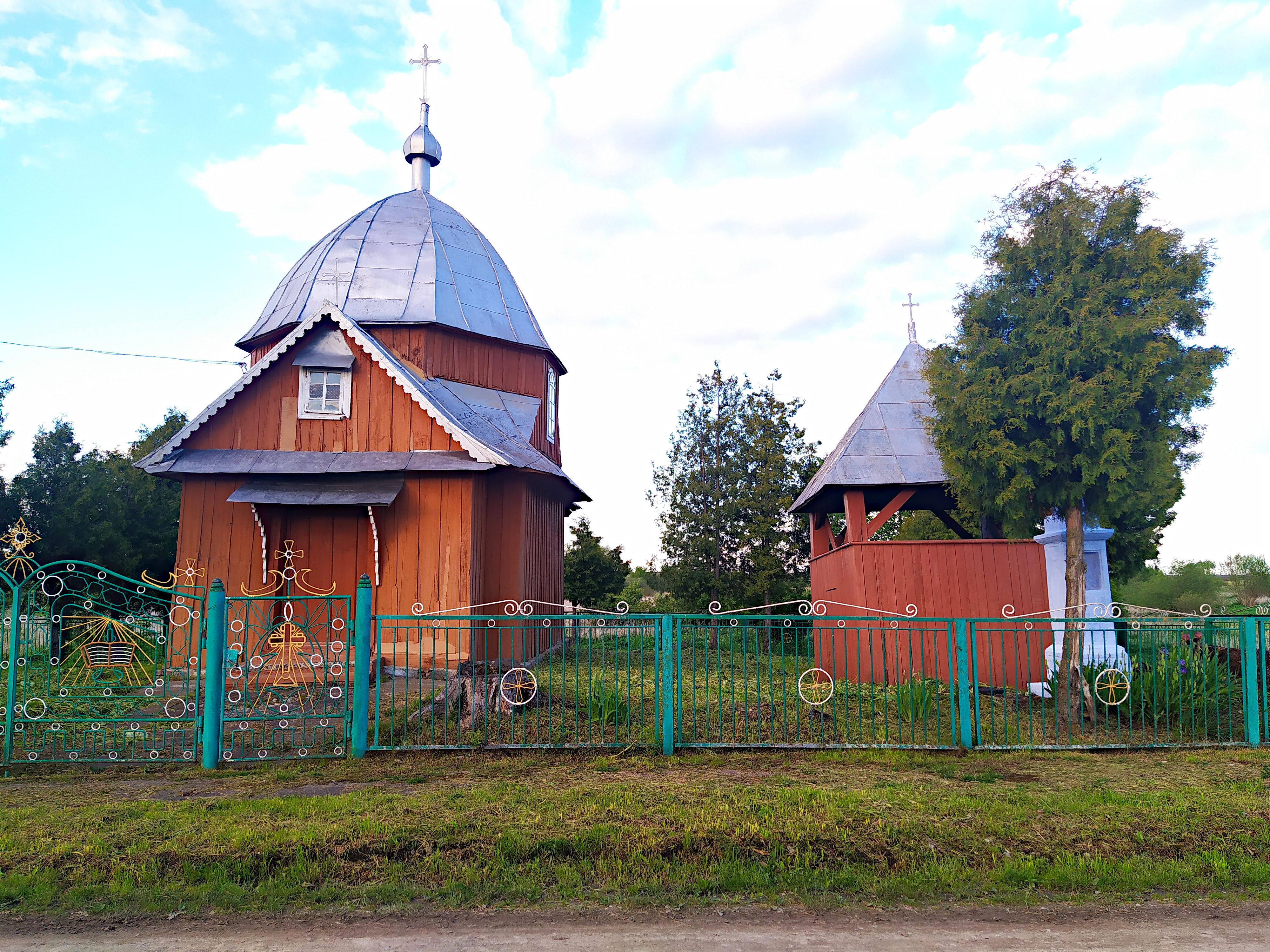
Церковь Святого Архистратига Михаила
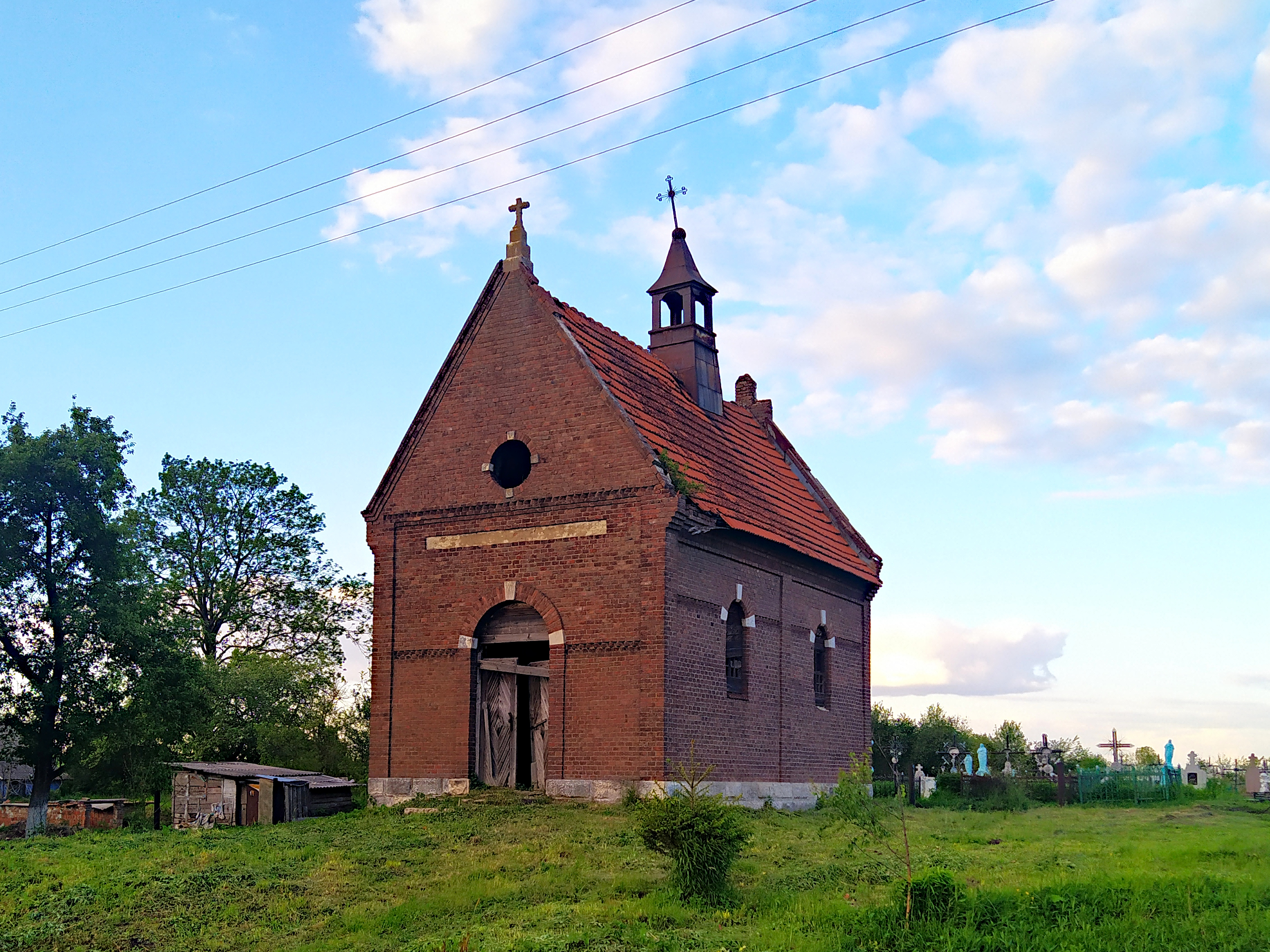
Костёл Преподобной Девы Марии